# Zakopane
Zakopane je grad u Poljskoj u Malopoljskom vojvodstvu u Povjatu tatranskom. Nalazi se na granici sa Slovačkom.
Po podacima iz 2012. godine broj stanovnika bio je 27,837. Nalazi se u južnoj Poljskoj u podnožju planina Tatre. Ovo zimovalište je neslužbeno „zimska prijestonica“ Poljske. Tu se održavaju i zimska sportska natjecanja npr, u skijaškim skokovima, a mjesto se kandidiralo i za domaćina Zimskih olimpijskih igri. Kraj oko Zakopana zove se Podhale.
Zakopane se prvi put spominje u 17. stoljeću kao selo. Godine 1824. prodato je obitelji Homola. U 19. stoljeću, Zakopane je bilo najveće središte metalurgije u Galiciji. Do kraja 19. stoljeća razvilo se u klimatsko lječilište s oko 3,000 stanovnika. Željeznička pruga do Zakopana počela je s radom 1. listopada 1899. godine.
Središte je etnografske skupine Gorala. Villa Koliba je muzej u Zakopanima, dio Muzeja Tatri. Napravljena je u zakopanskome stilu. Važan je dio kulture poljskih Karpata.
U Zakopanima je rođen Kamil Stoch, svjetski prvak i trostruki olimpijski pobjednik u skijaškim skokovima.

## Galerija
- Crkva Presvete Obitelji.
- Uspinjača
- Razglednica Zakopana iz 1916.
- Villa Koliba